# 클레이턴 크레인
클레이턴 크레인(영어: Clayton Crain, 1967년 8월 18일 ~ )은 미국의 만화가이다. 디지털 기술을 이용한 디테일한 스타일의 화풍이 특징이며, 동료 조 케사다는 크레인의 그림에 대해 '세계 최고의 문신 기술자와 레오나르도 다 빈치의 만남'이라고 평했다. 대표적인 작품으로 《고스트 라이더》, 《베놈 vs. 카니지》가 있다.

## 저작

### 이미지 코믹스
- 스폰의 저주 #24-29 (1998-99)

### 마블 코믹스
| 제목                       | 원제                           | 이슈 | 작화        | 연도    |
| -------------------------- | ------------------------------ | ---- | ----------- | ------- |
| 베놈 vs. 카니지            | Venom vs. Carnage              | #1-4 | 피터 밀리건 | 2004    |
| 고스트 라이더: 징벌의 길   | Ghost Rider: Road to Damnation | #1-6 | 가스 에니스 | 2005-06 |
| 고스트 라이더: 눈물의 흔적 | Ghost Rider: Trail of Tears    | #1-6 | 가스 에니스 | 2007    |
| 카니지                     | Carnage                        | #1-5 |             | 2010-11 |
| 카니지: U.S.A.             | Carnage: U.S.A.                | #1-5 | 제브 웰스   | 2012    |